# Cocos (género)
Cocos é um género botânico pertencente à família Arecaceae, é muito encontrado em ilhas.
Existe uma única espécie classificada neste género:
- Cocos nucifera ou coqueiro.

Na classificação taxonômica de Jussieu (1789), Cocos é um gênero  botânico,  ordem  Palmae,  classe Monocotyledones com estames perigínicos.